# Hitrole
Hitrole je daljinska oružna stanica koju proizvodi talijanska tvrtka za proizvodnju oružja OTO Melara, sada Leonardo Sp A.
Na kupolu se može montirati različito lakše automatsko oružje, uključujući mitraljeze od 5,56 milimetara (0,219"), 7,62 milimetara (0,300") i 12,7 milimetara (0,50") i automatske bacače granata od 40 milimetara (1,6").
Leonardo je nedavno predstavio novu liniju daljinski upravljanih malokalibarskih sustava Lionfish koja se sastoji od četiri modela: Ultralight, Inner Reloading i Top s kalibrom 12,7 mm te model 20 s kalibrom 20 mm.
Oružje je žiroskopski stabilizirano. Kupola je teška između 210 kilograma i 260 kilograma, ovisno o oružju koje je ugrađeno. Topnikova daljinska optika dodaje infracrvenu kameru i laserski daljinomjer običnoj kameri za vidljivo svjetlo. Topniku pomaže računalo za upravljanje paljbom.
Godine 2009. talijanska vojska naručila je 81 kupolu za opremanje svojih vozila Iveco Lince raspoređenih u  Afganistanu.

## Verzije
- Hitrole-N
- Hitrole-L
- Hitrole-NT, od 2008.[6]
- Hitrole-G, od 2012.[7]
- Hitrole-20, od 2014.[8]

## Operateri
- Karta s operaterima u plavoj boji